# Multiple Listing Service
Unter Multiple Listing Service (MLS oder auch Multiple Listing System oder Multiple Listings Service) versteht man eine Datenvernetzung über die angeschlossene Immobilienmakler miteinander kooperieren und Gemeinschaftsgeschäfte abschließen können. Dabei werden Immobilienobjekte digital in einer Internetdatenbank hinterlegt, so dass jeder Teilnehmer Zugriff auf alle Objekte von anderen Teilnehmern hat. Eine Suchmaschinenfunktion ermöglicht jedem angeschlossenen Interessenten einen schnellen Zugriff auf potentielle Verkaufsobjekte. In den USA ist diese Zusammenarbeit Standard.

## Ursprung
Die ersten MLS wurden in den Vereinigten Staaten im späten 19. Jahrhundert etabliert. Immobilienmakler trafen sich regelmäßig in den Büros ihrer Verbände, um Informationen über Angebote zu tauschen und Erfolgsprämien zu vereinbaren. Für den nordamerikanischen Bereich hat sich dazu der Real Estate Transaction Standard eingebürgert.
Im Gegensatz zu klassischen öffentlichen Immobilienbörsen sind die Angebote nur angeschlossenen Maklern zugänglich. Das bedeutet, dass ein Kunde nur einen Makler beauftragen muss, um die meisten angebotenen Objekte zur Verfügung zu haben. Für den Makler bedeutet es, dass er mit Hilfe der Vorarbeit seiner Kollegen schnell mehrere geeignete Objekte findet und sich dadurch die Vermarktung schneller abwickeln lässt. Zusätzlich kann er die in öffentlichen Börsen angebotenen Objekte anbieten und hat damit gegenüber öffentlichen Immobilienbörsen einen Informationsvorsprung.
Bis heute sind MLS hauptsächlich in den USA und Kanada verbreitet, erste Anfänge sind aber schon in anderen Ländern wie z. B. Großbritannien und Deutschland zu sehen. Mehrfach-Listing-Systeme finden sich in vielen verschiedenen Formen. Sie verbinden die Listings aller verfügbaren Immobilien, die von Maklern repräsentiert werden, die sowohl Mitglied dieses MLS sind als auch des amerikanischen Verbands für Immobilienmakler National Association of Realtors (NAR), des kanadischen Immobilienverbands Canadian Real Estate Association (CREA) und des unabhängigen Netzwerks von Immobilienmaklern (The Independent Network of Estate Agents) INEA in Großbritannien.
Es gibt nicht eine autoritative MLS und auch kein universelles Datenformat. Es gibt allerdings einen Datenstandard in der Immobilienbranche – Immobilientransaktionsstandard (Real Estate Transaction Standard) – der von vielen MLS in Nordamerika eingesetzt wird. Die vielen lokalen und privaten Datenbanken nutzen XML Datenfeeds, um Listings ein- bzw. auszutragen. Einige werden von einzelnen Immobilienverbänden oder einzelnen Maklern oder Gruppen von Verbänden (die alle Makler innerhalb einer gegebenen Gemeinschaft oder eines gegebenen Gebiets repräsentieren) kontrolliert und als MLS bezeichnet, weil sie Daten unter ihren Mitgliedern teilen, oder weil sie Vereinbarungen zum gegenseitigen Zugang zu den Daten beinhalten.

### Zweck und Vorteile des MLS
Der primäre Zweck eines MLS ist es, eine Plattform zu schaffen, auf der gelistete Makler anderen teilnehmenden Maklern „einseitige Kompensationsangebote“ machen können. Mit anderen Worten: Die Provision des gelisteten Maklers wird innerhalb des MLS für andere kooperierende Makler veröffentlicht. Ein solches Kompensationsangebot wird als vertragliche Verpflichtung betrachtet, kann allerdings zwischen den Beteiligten verhandelt werden. Da die Provision für eine Transaktion sowie auch alle Daten der Immobilie im MLS enthalten sind, liegt es im Interesse der beteiligten Makler (und auch der Öffentlichkeit), exakte und zeitnahe Daten im MLS zu halten.
Als zusätzlichen Vorteil eines MLS kann ein eingetragenes Mitglied das MLS durchsuchen und Informationen über alle von den teilnehmenden Maklern zum Verkauf angebotenen Immobilien einholen. MLS beinhalten Hunderte von Informationen über die Merkmale einer Immobilie. Diese Informationen werden von kompetenten und im jeweiligen Markt erfahrenen Immobilienexperten festgelegt. Öffentliche Immobilienwebsites stellen hingegen nur eine geringe Anzahl an Informationen über die Immobilie zur Verfügung.

### Zugangsbeschränkungen und Kritik an MLS
Die meisten Mehrfach-Listing-Systeme beschränken Mitgliedschaft und Zugang auf Immobilienmakler (und ihre Vertreter), die eine entsprechende Lizenz des jeweiligen Betreibers aufweisen können; Mitglied eines Verwaltungsrats oder eines Maklerverbands (wie dem "bvi – Bundesverband für die Immobilienwirtschaft) sind. Der Zugang wird jedoch mehr und mehr geöffnet, da Internetseiten der Öffentlichkeit die Möglichkeit geben, Teile der MLS-Listings zu betrachten. Es verbleibt jedoch noch ausreichend Kontrolle über den Zugriff auf die Informationen innerhalb des MLS. In der Regel haben nur die Makler uneingeschränkten Zugriff auf die MLS-Datenbank, die eine entsprechende Provision vom Verkaufswert erhalten.
Viele öffentliche Internetforen sind nur eingeschränkt geeignet,  vergleichbare Objekte, in der Vergangenheit erzielte Verkaufspreise oder monatliche Statistiken zu betrachten. Dies  repräsentiert einen Eckstein verschiedener anhaltender Argumente bezüglich des aktuellen Zustands des Immobilienmarkts, die sich auf freie und öffentliche Informationen konzentrieren, die sowohl für Käufer als auch Verkäufer notwendig sind, um sicherzustellen, dass beim Abschluss faire Preise verhandelt werden. Nur so kann ein stabiler und weniger volatiler Markt erhalten werden.
Personen, die als Privatverkäufer agieren – (en:For Sale By Owner, FSBO) – können im Allgemeinen ihr Haus nicht direkt in einem MLS listen. Als Beispiel für eine Ausnahme von dieser allgemeinen Praxis kann das MLS für Spanien, AMLASpain, betrachtet werden, das Privatverkäufe (FSBO) zulässt. Ein entsprechend lizenzierter Makler, der weder einem Immobilienverband beigetreten ist,  noch sein Geschäft innerhalb der Verbandsregeln betreiben will, kann dem MLS nicht beitreten. Es gibt allerdings Makler und viele Internetservices, die Privatverkäufern die Möglichkeit bieten, ihr Objekt in der Datenbank ihrer lokalen MLS gegen Bezahlung einer Pauschale oder auf Basis einer anderen Vergütungsmethode zu listen.
In Kanada, bei der Canadian Real Estate Association, kam es zu einer strengen Prüfung und Untersuchung des kanadischen Immobilienmaklerverbands CREA durch die Wettbewerbsbehörde und einem Rechtsstreit mit dem früheren CREA-Mitglied und Immobilienmakler Realtysellers (Ontario) Ltd., bezüglich ihrer Kontrolle über das kanadische MLS. 2001 wurde Realtysellers (Ontario) Ltd. gestartet, eine Discount-Immobilienfirma, die die Rolle der Vertreter und ihre von Käufern und Verkäufern erhaltenen Provisionen reduzierte. Die Makler schlossen sich später zusammen und reichten eine Klage über 100 Millionen Dollar gegen CREA und TREB ein, mit der Behauptung, dass sie eine 2003 geschlossene außergerichtliche Vereinbarung gebrochen hätten.

## Mehrfach-Listing-Systeme in Nordamerika
In Nordamerika werden die MLS von privaten Unternehmen gesteuert, die Regeln werden von diesen Unternehmen festgelegt. Es gibt keine staatliche oder bundesstaatliche Aufsicht außer den individuellen Staatsgesetzen bezüglich des Immobilienmarkts. Mehrfach-Listing-Systeme legen ihre eigenen Regeln für Mitgliedschaft, Zugang und Informationsverteilung fest, sind aber den bundesweit geltenden Regeln von NAR oder CREA unterworfen. Ein MLS kann sich im Besitz einer Immobilienmaklerfirma, eines Landkreises, eines regionalen Zusammenschlusses von Immobilienmaklern oder einer Handelsorganisation befinden und von diesen auch betrieben werden. Die Mitgliedschaft in einem MLS wird im Allgemeinen als wichtig für die Ausübung der Maklertätigkeit betrachtet.

### Kanada
In Kanada sind die Mehrfach-Listing-Systeme ein kooperatives System für die mehr als 98.000 Mitglieder des kanadischen Immobilienverbands (Canadian Real Estate Association, CREA) und werden von 101 kanadischen  Immobiliengremien und 11 Provinz-/Territoriumsverbänden betrieben.
Das Immobiliengremium von (en:Real Estate Board of Greater Vancouver, REBGV) nimmt für sich in Anspruch, das erste Mehrfach-Listing-System in Kanada eingeführt zu haben.
Eine öffentlich zugängliche Website (realtor.ca, früher mls.ca) ermöglicht Kunden, eine aggregierte Teilmenge der aktiven Listings in den Datenbanken aller teilnehmenden Gremien mit eingeschränkten Details zu durchsuchen und leitet die Konsumenten für weitere Informationen an einen Makler weiter.

### USA
Das größte Mehrfach-Listing-System der USA ist aktuell das (en: Metropolitan Regional Information Systems, Inc, MRIS) in der Region Washington DC. Es deckt den größten Teil Washington DCs, Marylands (einschließlich der Landkreise der Chesapeake Bay), vorstädtische Landkreise Virginias sowie Teile von West Virginia und Pennsylvania ab. Den öffentlich zugänglichen Teilen seiner Website  zufolge hat es seit dem 25. Januar 2010 49.140 aktive Mitglieder. Die Zahlen variieren jedoch, je nachdem, wann die Daten abgefragt werden.

#### New York City
Obwohl die anderen Bezirke und Long Island gut angenommene MLS haben, wurden in Manhattan nie MLS eingeführt. Eine kleine Gruppe von Maklern gründete den Immobilienverband von Manhattan und betreiben MLSManhattan.com. MLSManhattan verfügt über einen kleinen Teil des gesamten, aktiven Inventars in Manhattan. Das MLS Bronx Manhattan North deckt auch Teile von Northern Manhattan ab, wurde aber von den Maklern auch nicht in größerem Maße angenommen.
Die vorherrschende Datenbank wird vom New Yorker Immobiliengremium (Real Estate Board of New York, REBNY) betrieben, einer Nicht-Maklerfirma, die sich 1994 vom nationalen  Maklerverband National Association of Realtors trennte. REBNY betreibt eine Datenbank namens RLS, was für REBNY Listing Service steht. Ein Vorgänger von RLS wurde unter dem Namen R.O.L.E.X (REBNY Online Listing Exchange) vermarktet, bis der Uhrenhersteller Rolex eine Markenrechtsverletzung beklagte.
Anders als MLS stellt RLS keine Daten zur Verfügung, aus denen man Vertragsdetails, Verkaufsstatus oder Dauer des Angebots entnehmen kann. Mietangebote sind ebenfalls nicht vorhanden. RLS stellt eher ein Portal zur Verbindung aktiver Listings dar. Es gibt keine alleinstehende Datenbank. Das RLS Portal wird von verschiedenen privaten Datenbanken, einschließlich Online Residential (OLR) und Realplus, einer exklusiven und für wenige große Makler zugänglichen und geschützten Datenbank aus Manhattan, gefüttert. Diese Datenbanken tauschen ihre Daten kontinuierlich aus und erzeugen so mehrere unterschiedliche Systeme mit essentiell ähnlichen Daten. Ein anderer Anbieter, Klickads Inc.  D/B/A Brokers NYC, im Besitz von Lala Wang, klagte 2007 um auch in die Liste der zum Zugang auf die Liste autorisierten Firmen aufgenommen zu werden.
Die meisten Makler aus Manhattan sind Mitglied von REBNY. Das REBNY RLS erfordert, dass alle Listings innerhalb von 24 Stunden eingetragen und verteilt werden. (Bis 2007 72 Stunden, um auch Agenturen ohne Dateneingabe am Wochenende Rechnung zu tragen)

#### Strategien zum gemeinsamen Nutzen von MLS-Daten in den USA
Der amerikanische Immobilienverband National Association of Realtors NAR hat Richtlinien aufgestellt, die den Maklern ermöglichen, auf ihren Websites eingeschränkte MLS-Informationen anzuzeigen. Das hierfür verwendete System ist als IDX oder Internet Data Exchange (Internetdatenaustausch) bekannt. NAR verfügt über einen Geschäftsanteil an Move Inc., dem Unternehmen, das eine Website betreibt mit den exklusiven Rechten wichtige MLS-Informationen anzuzeigen.
Unter Verwendung der auf den meisten Websites von Immobilienmaklern (sowie auf vielen individuellen Maklerseiten) verfügbaren IDX Suchfunktionen, können potentielle Käufer die auf dem Markt angebotenen Immobilien aufrufen. Als Suchkriterien dienen Lage der Immobilie, Art (Einfamilienhaus, Miete, Bauland, Doppelhaus), Merkmale der Immobilie (Anzahl Schlafzimmer und Badezimmer) sowie Preisspannen. Zu manchen Immobilien sind auch Fotos verfügbar. Bei vielen kann man seine Suchkriterien speichern und tägliche E-Mail-Informationen über neu verfügbare Objekte erhalten. Allerdings muss ein potentieller Käufer, wenn er ein passendes Objekt gefunden hat, immer noch den anbietenden Makler oder seinen eigenen Makler kontaktieren, um das Haus zu besichtigen und ein Angebot zu machen.
Das Justizministerium der USA (U.S. Department of Justice) reichte 2005 eine Kartellklage gegen die National Association of Realtors bezüglich der Richtlinie des NAR ein, die es Maklern ermöglichte, den Zugang zu ihren MLS-Informationen zu beschränken, sodass sie nicht auf Websites von bestimmten Maklern erschienen, die ausschließlich über das Internet arbeiten. Diese Richtlinie betraf kommerzielle Unternehmen, die auch als Makler lizenziert waren, wie z. B.  HomeGain, die über Internetwerbung Kunden bewarben und sie dann gegen einen Anteil von 25 % bis 35 % an der Provision an lokale Makler verwies.
Die Kartellklage des US Justizministeriums schloss auch die Richtlinie der NAR ein, nach der bestimmte Arten von Maklern von der Mitgliedschaft in Mehrfach-Listing-Systemen ausgeschlossen waren. Die NAR hat mittlerweile ihre Richtlinien überarbeitet und erlaubt nun Mitgliedern und anderen den Zugriff auf Daten, die als geschützt eingestuft werden. Der Fall wurde im Mai 2008 abgeschlossen und NAR stimmte zu, dass Internetmakler Zugang zu den gleichen Mehrfach-Listing-Systemen erhalten wie traditionelle Makler.

## Multi-Listing-Systeme in Europa
Obwohl es in vielen Ländern noch an Regelungen bezüglich Immobilientransaktionen mangelt, gibt es in jüngster Zeit Versuche, sie an jene in entwickelten Märkten anzugleichen.

### Deutschland
Das erste Mehrfach-Listing-System in Deutschland erschien im Jahre 2003. Da es in Deutschland keinen Ausbildungszwang für Immobilienmakler gibt, spricht man bei den MLS-angebundenen Maklern in Deutschland sehr häufig von Immobilienfachmaklern, bzw. Immobilienkompetenzmaklern. In der Regel achten die Betreibergesellschaften der freien deutschen MLS-Systeme auf die Ausbildung, Branchenkenntnisse und länge des beruflichen Einsatzes ihrer Kunden, um die Qualität der Mehrfach-Listing-Systeme weiter zu steigern.
Bekannte und deutschlandweit operierende MLS Systeme sind MyIRENS (2003), Sixpercent (2002), Implius (MLS), Intramakler (2005) und RE-SHARE (2011).
Der MLS-Datenstandard basiert auf dem bekannten OpenImmo-Standard und bietet somit jedem Immobilienmakler die Möglichkeit, sich einem Mehrfach-Listing-System anzuschließen. Zahlreiche bekannte Immobilienplattformen und -software nutzen den OpenImmo-Standard. Dazu gehören unter anderem Immobilienscout 24, immonet und immowelt aber auch Kleinanzeigen (Vorher: Ebay Kleinanzeigen).

### Großbritannien
In Großbritannien existieren Mehrfach-Listing-Systeme über einige Softwareanbieter der Agenturen, aber viele von ihnen haben ihre Software nur für den Einsatz in einem Unternehmen konzipiert (egal ob 1 oder 20 – 30 Büros). Das Problem ist, dass die meisten Softwarepakete den Maklern nicht erlauben, Daten mit anderen Unternehmen (separaten Maklerbüros) auszutauschen. MLS in Großbritannien befinden sich also noch in ihrer Anfangsphase. Eine Plattform zum Datenaustausch besteht nun via INEA (The Independent Network of Estate Agents), einem unabhängigen Netzwerk von Immobilienmaklern, die mit 2/3 der Haupt-Softwareanbieter zusammenarbeiten, was bedeutet, dass ein Makler zumindest andere Makler auswählen und MLS-Informationen senden und empfangen kann. Bis zum Start von INEA haben die meisten Softwareanbieter nicht zusammengearbeitet. Eine Plattform zum Datenaustausch hat also genauso wenig existiert wie ein MLS-Datenstandard.
Geschichte der Mehrfach-Listing-Systeme in Großbritannien
In den 1980ern und zu Beginn der 1990er kooperierten die Makler beim Anbieten von Objekten an andere Makler ähnlich wie die frühen US- und kanadischen Makler – mit Papierformularen mit Feldern zum Ankreuzen. Die mit dem Besitzer vereinbarten Merkmale sowie eventuell ein Foto oder ein Negativ wurden als Anhang beigefügt; später wurde ein ähnliches Verfahren per E-Mail und graphischen Computerdateien angewandt. Dies funktionierte insoweit, dass alle beteiligten Makler die Objektdaten auf Papier- oder  E-Mailbasis kopieren konnten. Der Hauptmakler wurde als Verkäufer betrachtet. Der gesamte Verkaufsfortschritt ging über ihn und die Provision wurde nach Abschluss aufgeteilt.
Die dunklen Jahre
Ende der 1990er wurden viele der kleineren Immobilienbüros von größeren Konzernen übernommen (bekannt als Gesellschaft) und als dies erfolgte, zerbrachen viele der MLS-Beziehungen der kleineren Büros. Es gab mehr Softwareoptionen (alle standen im Wettbewerb zueinander) und, da die Softwarefirmen nicht zusammenarbeiteten, wurden die Maklerkollektive durch nicht kollaborierende Fremdsoftwareüberbleibsel fragmentiert.  Nachdem ab 2000 große Immobilienportale den Markt eroberten, begannen die britischen Makler alleine zu arbeiten, da nun alle Zugang zu denselben Plattformen hatten.
Der Wechsel
Die schwache Wirtschaft und steigende Gebühren der Portale bedeuteten einen Wechsel. Die Makler bezahlen weniger auf weniger Portalen, reduzierten von 4 oder 5 auf vielleicht nur noch ein Hauptportal sowie ein Zweitportal, das sie eventuell verließen, um ein anderes zu testen. Langsam realisieren die Makler durch Zusammenarbeit und durch den neuen UK MLS data standard INEA (IDX), dass sie die Ressourcen ihrer Kollegen nutzen können und dass sie durch Zusammenarbeit ein besseres Kundenmarketing mit reduzierten Kosten erzielen können. MLS ist angekommen.
MLS – Die Zukunft in Großbritannien
Untersuchungen und Entwicklungen von INEA haben gezeigt, dass erneut eine Plattform für MLS in Großbritannien existiert und dass die guten alten Tage der Zusammenarbeit mit Papierformularen vorbei sind. Die Unterstützung von nun 2/3 der Hauptsoftwarehäuser in Großbritannien bedeutet, dass Makler auf ihrer Website ihre eigenen Listings anbieten können und einen zusätzlichen INEA Feed mit akzeptierten Submaklern. Obwohl noch recht neu, hat MLS in Großbritannien einen wichtigen Meilenstein erreicht. Von den 1990ern, als die Makler ihre Angebote in den Schaufenstern von anderen Maklern und auf deren Anzeigewänden ausgehängt haben, wurde die Lücke nun geschlossen und heute können die Makler auf ihren Websites sowohl ihre eigenen Angebote als auch die ihrer Kollegen zeigen. Somit können sie ihre Kunden entsprechend mit weiteren MLS-Angeboten versorgen, ganz nach dem Motto: „Weisen Sie mich ordentlich ein und Sie werden die anderen MLS-Angebote erhalten.“

### Italien
In Italien sind bereits mehrere MLS vorhanden und es ist möglich, zwischen einer Vielzahl an Immobilienunternehmen zu wählen, die die Objekte zwischen den Agenturen verwalten, die Listings an andere Internetplattformen verkaufen, oder Beides. Ein bekanntes MLS ist Tuttocasa.gest.

### Tschechische Republik
In der Tschechischen Republik existieren Mehrfach-Listing-Systeme unter dem Systemnamen IMMO2. Czech Realtors betreibt mit diesem System ein MLS für die tschechische Republik. „IMMO2“ ist offiziell mit vielen Maklern aus ganz Europa verbunden und verwendet den  Markennamen „IMMO2“

### Schweiz
In der Schweiz hat das Multi-Listing-System (MLS) in den letzten Jahren an Bedeutung gewonnen, insbesondere in größeren Städten wie Zürich, Genf und Basel.
Obwohl der Schweizer Immobilienmarkt traditionell durch exklusive Maklerverträge dominiert wird, gibt es mittlerweile mehrere Plattformen, die den MLS-Ansatz fördern. Diese Systeme ermöglichen eine effizientere Zusammenarbeit zwischen Immobilienmaklern und bieten Käufern und Verkäufern Zugang zu einem breiteren Angebot.
Plattformen wie Properstar, ImmoScout24 und Homegate bieten teilweise MLS-Funktionalitäten, indem sie Maklern die Möglichkeit geben, ihre Immobilienangebote zu teilen und gleichzeitig eine transparente Zusammenarbeit zu gewährleisten.
Trotz der zunehmenden Akzeptanz bleibt der MLS-Ansatz in der Schweiz im Vergleich zu den USA oder Kanada weniger verbreitet, da die Immobilienbranche stark fragmentiert ist und viele kleine, unabhängige Makler operieren. Dennoch ist ein wachsendes Interesse an MLS als Werkzeug zur Effizienzsteigerung und Markttransparenz erkennbar.

## Sonstige Multi-Listing-Systeme

### Philippinen
Der Verband der philippinischen Immobilienmakler (PAREB) betreibt RPMLX, ein MLS für die Philippinen. PAREB ist offiziell mit NAR in den USA verbunden und kann somit den Markennamen „Realtors“ rechtmäßig verwenden.

### Vietnam
In Vietnam wurde der Multiple-Listing-Service 2010 eingeführt. Das MLS in Vietnam basiert ungefähr auf dem US-Modell, mit einigen Veränderungen zur Anpassung an die lokalen Marktgegebenheiten. Insbesondere unterstützt das System sowohl die offenen Listings Agenturen als auch die der MLS, da der aktuelle Markt hauptsächlich mit dem Modell offener Agenturen arbeitet. Angebote von Privatverkäufern (FSBO) sind jedoch nicht erlaubt.

### Israel
Der israelische Multiple-Listing-Service nennt sich Shiran. MLS wird in Israel seit 1990 betrieben, hauptsächlich in der Region Jerusalem. Das System wird mit voller Exklusivität sowohl für Verkäufe als auch für Vermietungen betrieben.